# Veliki Vran
Veliki Vran är ett berg i Bosnien och Hercegovina.   Det ligger i entiteten Federationen Bosnien och Hercegovina, i den centrala delen av landet, 70 km väster om huvudstaden Sarajevo. Toppen på Veliki Vran är 2 069 meter över havet.
Terrängen runt Veliki Vran är kuperad åt nordväst, men åt sydost är den bergig. Närmaste större samhälle är Rumboci, 18,1 km norr om Veliki Vran. 
Trakten runt Veliki Vran består till största delen av jordbruksmark. Runt Veliki Vran är det ganska tätbefolkat, med 93 invånare per kvadratkilometer.